# Midhat Begić
Midhat Begić (12. července 1911 Koraj, dnes okres Lopare, Bosna a Hercegovina – 16. listopadu 1983 nemocnice v Praz-Coutant, departement Horní Savojsko, Francouzská republika) byl bosenskohercegovský pedagog, literární historik a kritik bosňáckého původu.

## Život
V rodné vsi navštěvoval základní školu, v Sarajevu absolvoval Šarí‘atské gymnázium (1930). V letech 1930–1934 studoval na Filozofické fakultě Univerzity v Bělehradě. Poté působil jako středoškolský učitel. Akademický rok 1938/1939 strávil v Paříži jako stipendista francouzské vlády.
Po německé invazi do Jugoslávie v dubnu 1941 inklinoval k levicovému odboji, roku 1944 se aktivně zapojil do partyzánského hnutí. Od ledna do dubna 1945 byl členem ZAVNOBIH, Zemského antifašistického výboru národního osvobození Bosny a Hercegoviny. Poté do roku 1950 pracoval v ministerstvu školství Bosny a Hercegoviny. Vedle toho v letech 1948–1950 navštěvoval bělehradský Ústav společenských vztahů (Institut za društvene odnose).
Mezi lety 1950 a 1953 působil jako lektor srbochorvatštiny na filozofické fakultě v Lyonu. Od roku 1953 přednášel na Filozofické fakultě Univerzity v Sarajevu, vyjma krátkého období 1966–1969, kdy vyučoval srbochorvatskou literaturu na pařížské Sorbonně. Dizertaci Jovan Skerlić et la critique littéraire en Serbie (Jovan Skerlić a literární kritika v Srbsku) obhájil na univerzitě v Lyonu roku 1958. Mezi jeho žáky patřili mj. Muhsin Rizvić a Božidar Pejović. Roku 1973 byl penzionován.
Begić hojně přispíval do časopisů. Sám mezi lety 1957 a 1963 vedl periodikum Izraz (Výraz). Roku 1964 připravil k tisku šestidílný výbor prací Jovana Skerliće nazvaný Pisci i knjige (Spisovatelé a knihy). Za svůj přínos na poli literární kritiky a historie získal celou řadu vyznamenání, mj. Cenu 6. dubna Města Sarajeva. Od roku 1967 byl dopisujícím a nato od roku 1973 členem Akademie věd a umění Bosny a Hercegoviny.
Midhat Begić se roku 1939 oženil s Mauricette Sullerot (1916–2009), kterou poznal za pobytu v Paříži. Manželský pár se téhož roku přestěhoval do Sarajeva. Sňatek zůstal bezdětný, ale po druhé světové válce adoptoval židovskou dívku Zlatu Papo, jejíž rodiče za války zahynuli. Dne 27. února 1991 Midhat a Mauricette obdrželi titul Spravedlivý mezi národy.

## Dílo

### Monografie a rozsáhlejší práce
- Raskršća I (Křižovatky I, Sarajevo 1957), soubor esejí
- Jovan Skerlić et la critique littéraire en Serbie (Jovan Skerlić a literární kritika v Srbsku, Paris 1963),
- Jovan Skerlić: čovek i delo (Jovan Skerlić: člověk a dílo, Beograd 1966)
- Raskršća II (Křižovatky II, Sarajevo, 1969), soubor esejí
- Raskršća III (Křižovatky III, Sarajevo, 1976), soubor esejí
- Umjetnost pripovijedanja (Umění vyprávět, Sarajevo 1984)
- Djela I–VI (Díla I–V: Jovan Skerlić: čovek i delo, Raskršća I, Raskršća II, Raskršća III, Raskršća IV, Umjetnost pripovijedanja, ed. Hanifa Kapidžić-Osmanagić, Sarajevo 1987)
- La Bosnia, carrefour d'identités culturelles (Bosna, křižovatka kulturních identit, Paris 1994)
- Eseji i kritike (Eseje a kritiky, Sarajevo 2004)